# Сиддхи (традиция)
Сиддхи (санскр. सिद्धिः, IAST: siddhi — букв. «завершённые» , в единственном числе: санскр. सिद्ध, IAST: siddha — букв. «завершённый») — паниндийская його-тантрическая традиция духовного развития известная, как минимум, с V века нашей эры, а также адепты и мастера этой духовной традиции.
Сиддхи оказали значительное влияние на шиваизм и буддизм, но сама традиция сиддхов не вписывается в рамки конкретной религии, а сами сиддхи не придерживались каких-либо определённых религиозных догм.
«Их философией является просветление, не охваченное никакой доктриной».
В российской литературе встречаются различные варианты перевода термина siddha. Темин может быть переведён как сиддха или сиддх, а также сиддхар. Термин сиддхар (ситтар) происходит из тамильского языка и обычно обозначает сиддхов принадлежащих к тамильской духовной традиции.

## Этимология
«Санскритское слово сиддхи (siddhi) происходит от глагольного корня sādh („осуществлять“, „завершать“, „обретать“, „быть успешным“)». Таким образом, сиддха — это завершённый человек, человек,  согласно индийским верованиям, завершивший своё духовное развитие и достигший состояния единства с Богом (достигший состояния дживамукта).

## Традиция сиддхов
Традиция сиддхов широко распространилась по Индии, начиная с V века нашей эры и оставила после себя не только множество легенд, мифов и народных сказаний, но и большое количество религиозной литературы на санскрите и тамильском языке . В силу отсутствия догматических предубеждений, сиддхи различных течений свободно общались между собой, перенимали опыт друг друга, обменивались духовными практиками и могли быть посвящены одновременно сразу в несколько различных духовных течений. Но при этом, любой сиддха всегда оставался йогом — то есть человеком, стремящимся к духовному совершенству путём совершения усилий над собой.
На севере Индии традиция сиддхов образовала два крупных духовных течения: традицию Натха-йогови традицию сиддхов тантрического буддизма (Сангата сиддхи).
На юге Индии традиция сиддхов образовала духовное течение Махешвара сиддхов, которые придерживались тантрического пути правой руки («чистая тантра»), а также течение тамильских сиддхаров.
Отдельной ветью традиции сиддхов также считались сиддхи занимавшиеся врачеванием и алхимией — Раса.
Отсутствие религиозных догм у сиддхов иллюстрирует следующие стихотворение Богара:

Прежде всего необходимо отречься от сомнительных двенадцати религий,

от их эгоистически ориентированных религиозных ритуалов и вымышленных догматов,

потому как они суть иллюзия и не значат ничего.

Затем в практике Кундалини-йоги с помощью трёх нади (иды, пингалы и сушумны)

надо достичь бесподобной манипура-чакры,

объединённой с величественной Высшей Сущностью.
— Богар

## Духовная генеалогия традиции сиддхов
Каждое течение сиддхов и каждая школа внутри течения составляла собственные списки особо почитаемых внутри школы сиддхов. Сиддхи в эти списки попадали ретроспективно и  необязательно образовывали непрерывную цепь духовной преемственности.   Более того, сиддхи в списке могли принадлежать к различным религиозным и философским направлениям индуизма и буддизма, и наличие сиддха в списке преемственности буддийской школы вовсе не означало, что данный сиддха был буддистом. Имена сиддхов в списках частично пересекались, например имена Матсьендранатха и Горакшанатха встречались, практически, в каждом списке. Также часто встречались имена: Карпати, Джаландхара, Канери, Чауранги, Нагарджуна, Бхартрихари, Гопичанд. Количество имён в списке обычно составляло 18 или 84 сиддха, причем число 18 было более характерно для южных школ, а число 84 для северных и буддийских школ. Такое количество имён в списках было обусловлено не реальным количеством сиддхов в цепи духовной преемственности, а особым значением чисел 18 и 84 в индуизме и буддизме.
Сиддхов, попавших в списки особо почитаемых, часто называли сидхачарьями («совершенными учителями») или махасиддхами (санскр. : «великодостигшие», «достигшие полного совершенства»). Наиболее часто термин махасиддхи употреблялся по отношению к почитаемым сиддхам в  буддийских школах.

## Описание сиддхов
Согласно индийским верованиям, сиддха — это дживанмукта, человек достигший освобождения при жизни. В философии сиддхов нет понятия освобождени после смерти,  человек может стать «завершённым» только в течение свой жизни.  Считается, что сиддха прошёл процесс исчезновения эго и у него отсутствует ощущение «Я действую».
Согласно индийским верованиям, сиддха может обладать различными сверхобычными способностями (сиддхами), но не стремится к ним и не демонстрирует их.
Сиддха Паттинаттар в своём стихотворении перечисляет такие признаки сиддха:
- бродит как привидение (бесстрастно, непривязанно ни к чему, подобно движущемуся трупу);
- ест как собака (непритязателен в пище);
- движется как лиса (подвижен и осознан);
- уважает всех женщин (признает в них проявление Бога);
- к любому относится как к своему другу (откровенен и готов помочь на духовном пути);
- подобен ребёнку (проявляет любовь, простоту и непосредственность)[3].

## Сиддхи и телесность
Сиддха Тирумулар в трактате тирумантирам впервые сформулировал концепцию о том, что тело человека является не главным препятствием на духовном пути (как это часто рассматривалось в других религиозных традициях), но главным инструментом для достижения искомой цели йогина — достижения мокши и слияния с Шивой. Позднее эта концепция была развита в многочисленных трактатах других сиддхов и через традицию натха сиддхов обрела современное выражение в хатха-йоге.

### научная
- Дэвид Гордон Уайт. Алхимическое тело: традиция сиддхов в средневековой Индии. — СПб.: АИК, 2024. — 744 с. — ISBN 978-5-94396-283-7.
- Ганапати Т. Н.. Йога сиддха Боганатара. — EZO-Terra, 2005. — 400 с. — ISBN 9975950469.
- Пахомов С. В.. Феномен сиддхи в сотериологическом контексте индуистского тантризма // Вестник Русской христианской гуманитарной академии : журнал. — 2020. — ISSN 1819-2777.
- Пахомов С. В.. Представление о бессмертии в сотериологии индуистского тантризма // Человек. Культура. Образование : журнал. — 2020. — ISSN 2223-1277.
- Вечерина О. П. Тело Шивы и тело бхакта: формирование новой концепции телесности в тамильском шайва-бхакти как инструмента и пути освобождения бхакта // Вестник Российского университета дружбы народов. Серия: Философия : журнал. — 2022. — ISSN 2313-2302.
- Вечерина О. П. Репрезентация телесности в тамильском каноне шайва-бхакти // Человек и культура : журнал. — 2019. — ISSN 2409-8744.
- Торчинов Е. А. Введение в буддологию: курс лекций. — СПб.: Санкт-Петербургское философское общество, 2000. — 304 с. — ISBN 5-93597-019-8.
- Рабинович И. Е.. Движение махасиддхов как социокультурный феномен // Уральское востоковедение : международный альманах. — 2013. — Т. 5. — С. 81-90.
- Рабинович И. Е.. Сны Пробуждённых: сон и сновидения в культуре, религии, политике Тибета. — Екатеринбург: Гуманитарный университет, 2013. — 200 с. — ISBN 9785774101962.
- Гордийчук Н. В.. Песни тамильских сиддхов. Научно-образовательный центр Ориентир (18 апреля 2021).

#### на английском языке
- Kamil Zvelebil. The poets of the powers: magic, freedom, and renewal (англ.). — Лондон: Rider, 1973. — 144 p.
- Roman Sieler. Religion, Alchemy, and Medicine in South India. Tamil Siddha Traditions and Siddha Medicine (англ.) // Asian Medicine : журнал. — 2022. — Vol. 17.
- James Mallinson. Yoga and Yogis (англ.) // NÄMARUPA. — 2012.
- Shaman Hatley. The Brahmayāmalatantra, or, Picumata (англ.). — Париж: EFEO, Institut français de Pondichéry (IFP), 2018. — ISBN 9788184702262.

### прочая
- Говиндан М.. Бабаджи и традиция крийя йоги 18-ти сиддхов. — 2011. — 256 с. — ISBN 9785903851461.